# IC 4295
IC 4295 ist eine Spiralgalaxie vom Hubble-Typ Sb im Sternbild Wasserschlange. Sie ist schätzungsweise 194 Millionen Lichtjahre von der Milchstraße entfernt.

Im selben Himmelsareal befinden sich u. a. die Galaxien PGC 733406, PGC 733039, PGC 733942.
Das Objekt wurde am 4. Mai 1904 von Royal Harwood Frost.